# Intellipedia

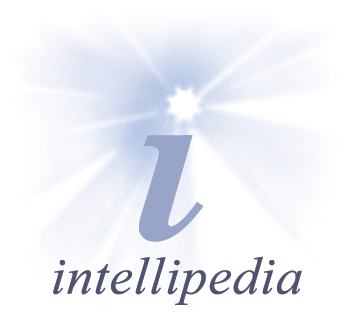
Logo Intellipedii

Intellipedia – serwis internetowy o zastrzeżonym dostępie, działający na zasadzie wiki w sieci, która łączy wszystkie 16 służb specjalnych Stanów Zjednoczonych. Sieć ta pracuje na zmodyfikowanej wersji protokołu TCP/IP.
Intellipedia funkcjonuje w ramach Joint Worldwide Intelligence Communications System. Jest projektem zarządzanym przez Office of the Director of National Intelligence – organizację nadzorującą działanie wszystkich 16 amerykańskich służb specjalnych. Została uruchomiona 17 kwietnia 2006. Główny serwer Intellipedii znajduje się w Fort Meade, w stanie Maryland. Pod koniec września 2006 r. Intellipedia zawierała 28 000 haseł i 3600 użytkowników.
Intellipedia nie jest encyklopedią, lecz raczej repozytorium najróżniejszych informacji niejawnych, które interesują pracowników służb specjalnych Stanów Zjednoczonych. Pewien odsetek haseł ma charakter encyklopedyczny, ale serwis ten zawiera głównie rozmaite dane (notatki agentów, analizy, wywiady środowiskowe itp.)  potrzebne tym służbom do codziennej pracy operacyjnej. Dzięki temu, że jest to  wiki, które każdy, kto ma dostęp, może swobodnie edytować i dodawać nowe treści, pracownicy różnych służb specjalnych, którzy normalnie się ze sobą na co dzień nie kontaktują, mają możliwość swobodnej wymiany opinii i informacji.
Intellipedia jest wykorzystywana do przygotowywania bardziej tradycyjnych raportów sporządzanych normalnie przez służby specjalne. Latem 2006 National Intelligence Estimate rozpoczął stosowanie Intellipedii jako swoje główne narzędzie do obiegu dokumentów i informacji

## Różnice w stosunku do Wikipedii
Intellipedia wykorzystuje oprogramowanie MediaWiki, dokładnie to samo, co Wikipedia i podobnie jak Wikipedia daje możliwość swobodnego edytowania artykułów każdemu, kto ma do niej dostęp. Intellipedia nie jest jednak „Wikipedią służb specjalnych”, gdyż obowiązują na niej zupełnie inne zasady pisania artykułów. Ze względu na to, że Intellipedia służy jako miejsce do wymiany poglądów pracowników różnych służb, oczekuje się, że artykuły są z założenia pisane z punktu widzenia tych służb, a nie z neutralnego punktu widzenia obowiązującego w Wikipedii. Ponadto, w odróżnieniu od Wikipedii, raz dodanej informacji nie zmienia się, lecz tylko komentuje i ewentualnie uzupełnia.

## Diplopedia
Siostrzanym projektem Intellipedii jest wiki o nazwie Diplopedia. Diplopedia jest przeznaczona dla amerykańskich dyplomatów i dostęp do niej jest również zastrzeżony. We wrześniu 2006 r. Diplopedia miała ok. 13 000 artykułów.

## Nagrody
Aby zachęcić pracowników służb do udziału we współtworzeniu Intellipedii, Office of the Director of National Intelligence przyznaje specjalną nagrodę w postaci czarnej łopatki, symbolizującej „ogrodniczą pracę” administratorów tego wiki. Jak dotąd (listopad 2006), jedyną osobą spoza służb, która dostała to odznaczenie, jest Eugene Eric Kim, który najprawdopodobniej pomógł uruchomić oprogramowanie Intellipedii.